# Monge de Ferro
Monge de Ferro, codinome de Obadiah Stane, é um vilão do Universo Marvel, inimigo do Homem de Ferro. Sua primeira aparição nos quadrinhos se deu em outubro de 1982, na revista Iron Man #163. Em Homem de Ferro (2008), o Monge de Ferro aparece como o principal antagonista da história, interpretado pelo ator Jeff Bridges.

## História
Durante a infância Stane foi um garoto cruel, que costumava estudar as fraquezas de seus adversários e sobre como derrotá-los. Ele sempre gostou de xadrez, e baseava sua vida nas regras do jogo; isto moldaria o seu futuro caráter. Anos depois, formou sua própria empresa de tecnologia, que posteriormente fez sociedade com as Indústrias Stark. Após conflitos, os dois romperam sua sociedade. Inconformado com o acontecimento, Stane roubou a tecnologia usada na armadura de Stark e construiu sua própria armadura, usando-a para cometer crimes sob a alcunha de Monge de Ferro. Na estreia do Monge, surpreso com o roubo de sua ciência, Tony Stark, recém-recuperado de seus problemas com o alcoolismo, vestiu novamente a armadura do Homem de Ferro para saber quem era o criminoso e pôr um fim nos seus planos.

## Realidades paralelas

### Ultimate Marvel
Na realidade paralela do Universo Ultimate, Obadiah é filho de Zebediah Stane, dono de uma empresa rival de Howard Stark, o pai de Antony Stark, que se tornaria o Homem de Ferro. Anos mais tarde, ele conseguiu uma amostra de cabelo de Howard, usando-a para incriminá-lo da morte de Zebediah, que foi assassinado em um plano de sua mãe. Ele também perseguiu o militar James Rhodes, pois estava interessado em seu projeto, intitulado "Máquina de Combate". Por não ter conseguido o que queria, assassinou também o pai de Rhodes. Ele ainda está para se tornar o Monge de Ferro.